# Egidio Mauri
Pour les articles homonymes, voir Mauri.
Egidio Mauri (né le 9 décembre 1828 à Montefiascone dans le Latium, mort le 13 mars 1896 à Ferrare) est un cardinal italien du XIXe siècle. Il est membre de l'ordre des dominicains.

## Biographie
Egidio Mauri est nommé évêque de Rieti en 1871 et est consacré le 14 janvier 1872 par Filippo Maria Guidi avec comme co-consécrateurs Luigi Serafini et Giuseppe Maria Bovieri (de). Il est transféré au diocèse d'Osimo et Cingoli en 1888, et promu archevêque de Ferrare en 1893.
Le pape Léon XIII le crée cardinal lors du consistoire du 18 mai 1894.

## Succession apostolique
Egidio Mauri a ordonné les évêques suivants :
- Archevêque Enrico Grazioli  (1895)